# 다운튼 애비 (드라마)
《다운튼 애비》(Downton Abbey)는 2010년 9월 26일부터 2015년 12월 25일까지 ITV에서 방영된 드라마이다.

## 줄거리
1912년에서 1926년 즈음에 영국 요크셔 지역 가상의 컨트리 하우스인 다운튼 애비(Downton Abbey)를 배경으로 이 시리즈는 귀족 크롤리 가족(Crawley family)과 에드워드 시대 이후의 영국 사회 계층 가정에 속한 하인들의 삶을 묘사한다.